# Ait Erkha
Ait Erkha (en àrab آيت الرخا, Āyt ar-Raẖā; en amazic ⴰⵢⵜ ⵔⵅⴰ) és una comuna rural de la província de Sidi Ifni, a la regió de Guelmim-Oued Noun, al Marroc. Segons el cens de 2014 tenia una població total de 5.112 persones.